# Lista de governadores da Lusitânia
Esta lista apresenta os governadores da província da Lusitânia:
| Nome (nascimento–morte)         | Retrato | Início da funções   | Fim das funções     | Notas       |
| ------------------------------- | ------- | ------------------- | ------------------- | ----------- |
| Lúcio Calvêncio Veto Carmínio   |         | 44                  | 45                  | [ 1 ]       |
| Marco Sálvio Otão (32–69)       |         | 58                  | 68                  | [ 2 ] [ 3 ] |
| Ceciliano (fl. século IV)       |         | Começo do século IV | Começo do século IV | [ 4 ]       |
| Anônimo (fl. século IV)         |         | 333/335             | 333/335             | [ 4 ]       |
| Numério Albano (fl. século IV)  |         | 336                 | 336                 | [ 4 ]       |
| Júlio Saturnino (fl. século IV) |         | 337/340             | 337/340             | [ 4 ]       |